# Urleben
Urleben ist eine Gemeinde im Unstrut-Hainich-Kreis in Thüringen. Sie gehört der Verwaltungsgemeinschaft Bad Tennstedt mit Sitz in der Stadt Bad Tennstedt an.

## Gemeindegliederung
Zwei Ortsteile werden für die Gemeinde geführt:
- Großurleben
- Kleinurleben

## Geschichte
Erstmals 786 wurde die Gemeinde urkundlich erwähnt. Die ausgedehnte Siedlung Urleben gehörte ab 1261 zum Streubesitz von Kloster Beuren im Eichsfeld, ein Wirtschaftshof dieses Klosters bildete den Verwaltungsmittelpunkt des Ortes. Urleben teilte sich spätestens im 14. Jahrhundert in die nun eigenständigen Orte Großurleben und Kleinurleben. Im Bauernkrieg  gingen die Urleber Bauern zum Weberstedter Haufen und waren an der Erstürmung der Burg Gräfentonna beteiligt. Als Grundherren für beide Orte traten die Herren von Berlepsch in Erscheinung, diese waren von 1571 bis 1848 Besitzer des Rittergutes Haus Urleben. Groß- und Kleinurleben gehörten bis 1815 zum kursächsischen Amt Langensalza und nach seiner Abtretung an Preußen von 1816 bis 1944 zum Landkreis Langensalza in der Provinz Sachsen.
1913 wurde die private Langensalzaer Kleinbahn von Haussömmern nach Langensalza über Großurleben gebaut. Diese wurde 1967 von Haussömmern bis Kirchheilingen und 1969 ganz abgebaut.
Am 20. Mai 1974 wurden die bis dahin selbständigen Gemeinde Großurleben und Kleinurleben zur neuen Gemeinde Urleben zusammengeschlossen.

## Politik

### Gemeinderat
Der Rat der Gemeinde Urleben besteht aus sechs Ratsfrauen und Ratsherren, die alle der „FWG Bürgerinitiative Umweltschutz“ angehören.
(Stand: Kommunalwahl am 26. Mai 2019)

### Bürgermeister
Ronald Schmöller wurde am 5. Juni 2016 zum ehrenamtlichen Bürgermeister der Gemeinde Urleben gewählt.

## Persönlichkeiten
- Erich Volkmar von Berlepsch (um 1525–1589), Patronatsherr von Urleben
- Erich Volkmar von Berlepsch (1707–1749), Kreishauptmann